# Героваса
Герова̀са (на гръцки: Γεροβάσα) е изоставено село в Кипър, окръг Лимасол. Според статистическата служба на Република Кипър през 2001 г. селото няма жители.
Намира се на 6 km западно от Малия.